# Prespa e Vogël
Mala Prespa in Golo Brdo (albansko: Prespa e Vogël, Golloborda; makedonsko: Мала Преспа и Голо Брдо) je geografsko področje jugovzhodne Albanije. Regijo sestavljata dva dela, Mala Prespa in Golo Brdo. Mala Prespa je pokrajina zahodno od Ohridskega in Prespanskega jezera z večjimi mesti (Korča, Podgradec, Devol). Golo Brdo pa je pokrajina, ki sega v albanske upravne okraje Dibër, Librazhd in Elbasan. Skupno obema je, da ju naseljuje pretežno makedonsko prebivalstvo, del prebivalstva pa tvorijo tudi Turki, Albanci in Vlahi. Republika Albanija priznava samo obstoj makedonske manjšine. Je del Makedonske regije.

## Mesta in vasi v regiji
Vasi imajo v večini mešano sestavo prebivalstva, prevladujejo Makedonci in Albanci.

### Mala Prespa - Liqenas/Pustec
- Bezmishtë (Безмишта/Bezmišta)
- Goricë e Vogël (Долна Горица/Dolna Gorica)
- Gollomboç (Глобочани/Globočani)
- Goricë e Madhë (Горна Горица/Gorna Gorica)
- Pustec (Пустец/Pustec)
- Belas (Шулин/Šulin)
- Cerja (Церје/Cerje)
- Zvedzë (Звезда/Zvezda)
- Leskë (Леска/Leska)
- Pakičkë (Пакичка/Pakička)
- Zagradeçi (Заградец/Zagradec)

### Golo Brdo
- Trebishtë (Требишта/Trebišta)
- Ostern (Острен/Ostren)
- Tërbaç (Трбаче/Trbače)
- Lladomericë (Ладомирица/Ladomiri
- Otisani (Отисани/Otisani)
- Gjinovec (Ѓиновец/Ginovec)
- Pasinkë (Пасинки/Pasinski)
- Tuçepi (Тучепи/Tučeni)
- Vrbnica (Врбница/Vrbnica)
- Klenjë (Клење/Klenje)
- Stërblevë (Стеблево/Steblevo)
- Džepištë (Дџепишта/Džepišta)

### Korçë - Pogradec
- Korçë (Корча/Korcha)
- Pogradec (Поградец/Pogradec)
- Lin (Лин/Lin)
- Blacë (Блаца/Blaca)
- Piskupati (Пискупати/Piskupati)
- Uduništë (Удуништа/Uduništa)
- Tservenaka (Червенака/Červenaka)
- Memlištë (Мемлишта/Memlišta)
- Zagragja (Врмова/Vrmova)
- Golik (Румен/Rumen)
- Zerveskë (Зерваска/Zervaska)
- Sterova (Старова/Starova)
- Zagoreçan (Загоричан/Zagoričan)
- Stropkë (Стропчке/Stropčke)
- Llëngë (Лешница/Lešnica)
- Çerava (Черава/Čerava)
- Piskupijë (Пискупија/Piskupija)
- Drenovë (Дреново/Drenovo)
- Boboshticë (Бобошица/Boboshica)
- Vernik (Врбник/Vrbnik)